# Aquädukt Mödling
Aquädukt Mödling är en akvedukt i Österrike.   Den ligger i förbundslandet Niederösterreich, i den östra delen av landet, 15 kilometer söder om huvudstaden Wien.